# Federico Errázuriz Echaurren
Virginio Federico Guillermo Rufino Arcadio Florentino Lamberto Errázuriz Echaurren (Santiago, 16 de noviembre de 1850-Valparaíso, 12 de julio de 1901) fue un abogado y político chileno, militante del Partido Liberal (PL). Ejerció como presidente de la República durante el periodo entre 1896 y 1901. Previamente se desempeñó como senador en representación del Maule entre 1894-1896 y, como ministro de Estado durante los gobiernos de los presidentes José Manuel Balmaceda y Jorge Montt. Entre 1876 y 1894, sirvió como diputado durante cinco periodos consecutivos.

## Familia y estudios

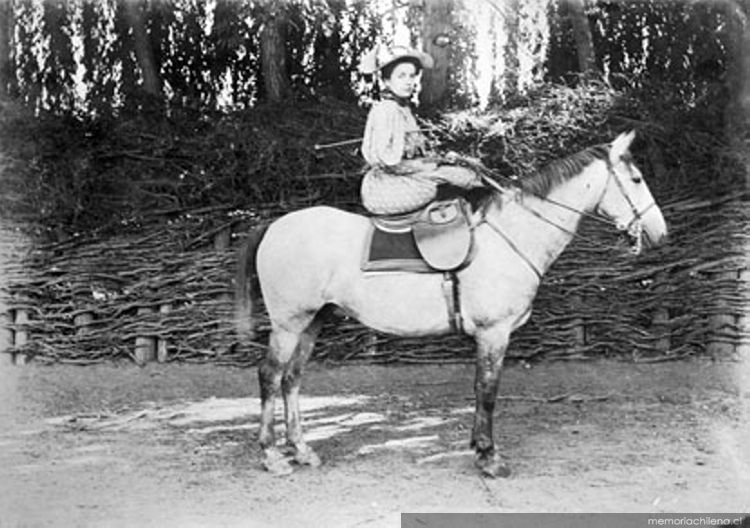
Retrato de su hija Elena Errázuriz de Sánchez en 1905, Hacienda El Huique.

Nació en Santiago de Chile, el 16 de noviembre de 1850; hijo del senador, diputado y presidente Federico Errázuriz Zañartu y de Eulogia Echaurren García-Huidobro,.ambos de origen vasco. Fue primo y cuñado del senador y presidente de la República, Germán Riesco Errázuriz.
En 1875 contrajo matrimonio con Gertrudis Echeñique Mujica, descendiente directa del gobernador de Chile Martín de Mujica, de quien fue la última heredera de la hacienda el Huique; tuvieron seis hijos: Juan José, Elena, Federico, Eulogia, Jorge y María Jesús.

Realizó sus estudios primarios en el Colegio San Ignacio y los secundarios en el Instituto Nacional de Santiago, donde se recibió de bachiller, para continuar los superiores en la carrera de derecho en la Universidad de Chile. El 9 de diciembre de 1872, presentó su tesis de licenciatura titulada: La representación de las minorías. La Comisión Examinadora, acordó su publicación en Análes de la Universidad de Chile. Se tituló de abogado el 26 de marzo de 1873.
Se dedicó a las actividades agrícolas en el fundo "El Huique", ubicado en la provincia de Colchagua.

## Carrera política
Militante del Partido Liberal (PL), inició su vida política en 1876, al ser elegido —en las elecciones parlamentarias de ese año— como diputado por el Departamento  de Constitución, por el periodo legislativo 1876-1879.
En las elecciones parlamentarias se 1879, fue reelegido como diputado por la misma zona, por el período 1879-1882. En esa oportunidad fue diputado reemplazante en la Comisión Permanente de Guerra y Marina.
En las elecciones parlamentarias de 1882, obtuvo nuevamente la reelección como diputado propietario, pero esta vez por Rancagua, por el período 1882-1885. Durante su gestión integró la Comisión Permanente de Gobierno y Relaciones Exteriores. El 5 de septiembre de 1882 se declararon nulas las elecciones verificadas en Llanquihue que habían lo beneficiado como propietario y a Juan Francisco Mujica como suplente. El 9 de noviembre presentó nuevos poderes Gaspar del Río como propietario y Francisco Fonck para suplente.
En las elecciones parlamentarias de 1885, fue reelegido nuevamente en el cargo, pero en representación de Constitución, por el período 1885-1888. Integró la Comisión Permanente de Guerra y Marina.
Opositor al gobierno de Domingo Santa María González, colaboró con el presidente José Manuel Balmaceda, llegando a ser su ministro de Guerra y Marina entre agosto y octubre de 1890. Poco después, y a raíz de las crecientes tensiones entre el presidente y el Congreso Nacional, tomó partido por los congresistas. Acabada la guerra civil de 1891, colaboró con el gobierno de Jorge Montt Álvarez, participando como ministro de Justicia e Instrucción Pública en diciembre de 1891.
En las elecciones parlamentarias de 1891, fue reelegido como diputado por Cauquenes y Constitución, por el período 1891-1894. Integró la Comisión Permanente de Gobierno y Relaciones Exteriores; y la de Policía Interior.
En las elecciones parlamentarias de 1894, fue elegido ahora como senador por Maule, por el período 1894-1900. Fue senador reemplazante en la Comisión Permanente de Hacienda e Industria. No completó su período senatorial ya que fue electo presidente de la República y prestó juramento como tal el 18 de septiembre de 1896. En su lugar asumió Juan Antonio González quien se incorporó al Senado el 2 de noviembre de ese mismo año.

## Elección presidencial de 1896
Utilizando su astucia política, Errázuriz logró conseguir ser designado como candidato presidencial por la convención del cerro formada por una parte del liberalismo, la menos doctrinal, mientras que la otra sección del liberalismo (la doctrinal y los radicales), convocaron a la Convención del Teatro de Santiago, en donde se proclamó a Vicente Reyes.
Para tener alguna posibilidad de ganar, era necesario atraerse a los conservadores, uniéndose entonces el liberalismo a la Coalición, mientras que en la Alianza Liberal se agrupaban liberales doctrinarios, radicales y balmacedistas.
La lucha electoral fue más violenta de lo esperado, llegándose a derramar sangre en algunos incidentes. El recuento de votos también fue complicado, pues la cantidad de electores de los dos eran 139 para Reyes y 141 para Errázuriz, faltando dos electores balmacedistas, quienes decidirían la votación. Pero, estos electores eran de “conciencia elástica”, y votaron por Errázuriz. Se habló de sobornos y otras maquinaciones; lo cierto es que por la cantidad de reclamos acumulados, se anularon estos y otros electores (de Reyes también), debiendo decidir el Congreso Pleno quien sería el presidente.
El problema en el congreso era la presencia de varios parientes carnales de don Federico, por lo que se armó una discusión acerca de si debían o no votar. Finalmente se les permitió votar (uno de ellos, por conciencia seguramente, se abstuvo) y el resultado fue: 62 votos para Errázuriz, 60 para Reyes.

## Presidencia
Jorge Montt tuvo 8 ministerios, los de Errázuriz serían 12, con un promedio de 5 meses por cambio de gabinete.
Esto impidió cualquier desarrollo del país durante el gobierno de Federico Errázuriz 
Las razones de esta verdadera locura política, a destacar:
- El fin de la “Unión sagrada” de todos los partidos contra Balmaceda, ahora volvían a sus viejas rencillas
- El surgimiento del "caudillismo", los partidos no se guían ya por ideas sino que por personas
- El “cuoteo político“, los políticos ven el ingreso a un ministerio como la oportunidad de ganarse puestos en la administración, por lo que intentan hacer todos los cambios posibles para salir favorecidos, sin dudar en botar cuanto ministerio haya en el camino

Todos estos hechos se confabularon contra el presidente que “reinaba pero no gobernaba”. Su primer ministerio estaba compuesto por conservadores, nacionales y liberales, junto a un liberal democrático (balmacedista), ministerio que no tuvo tregua por parte de los radicales, a los que escandalizaba el hecho de que hubieran conservadores en el gabinete, por lo que lo censuraron y el gabinete cayó.

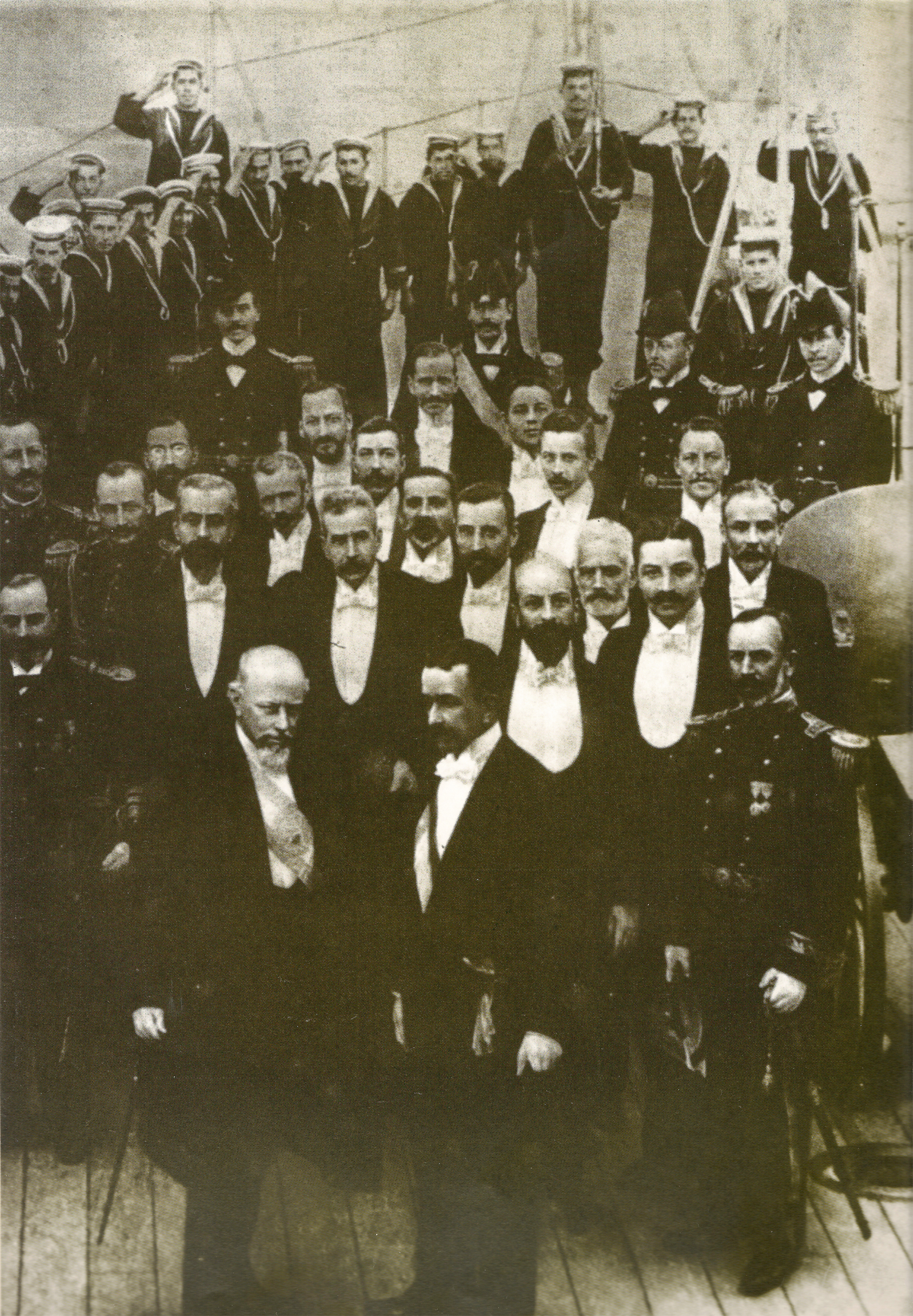
Los presidentes Errázuriz y Roca se reúnen en el estrecho de Magallanes en 1899, en el llamado "Abrazo del Estrecho".

Un nuevo gabinete se pudo mantener en pie hasta las elecciones parlamentarias, que dieron una pequeña ventaja a la coalición. Considerando terminada su misión, el gabinete renunció y le siguieron dos gabinetes liberales pero con apoyo conservador. Estos ministerios cayeron por la lucha doctrinal (cada vez más estéril): el asunto de si debía ser primero el matrimonio en el registro civil y después el religioso o viceversa, y la postulación de Diego Barros Arana (conocido liberal antieducación privada) a la Universidad de Chile.
Estas luchas produjeron un desfile de ministerios, hasta que se mantuvo cierta estabilidad con el ministerio de Carlos Walker Martínez, líder del conservadurismo. Pero las aproximación de las siguientes elecciones parlamentarias y presidenciales y el deterioro de la salud del presidente provocaron la caída de un ministerio que duró más de un año, por lo que continuó la rotativa llegando a 7 nuevos ministerios hasta el final de su periodo.
La elección presidencial de 1901 mantuvo indiferente al presidente; le molestaba que dijeran que apoyaba a Germán Riesco Errázuriz (primo y cuñado de don Federico). Además, estaba mortalmente enfermo, su sobreesfuerzo de trabajo y su vida bohemia habían deteriorado a tal grado su salud, que falleció por una trombosis cerebral, el 12 de julio de 1901, tenía 50 años, elegido ya nuevo mandatario pero aún no en posesión de su cargo.

### Labor de la administración Errázuriz
La rotativa ministerial hizo que el gobierno no pudiera responder a las necesidades del país y se involucrara solo en discusiones políticas banales. Pero Errázuriz pudo lograr ciertas obras, como son: 
El Instituto Comercial, la ampliación del servicio de tranvías, las obras del alcantarillado de Santiago y el Consejo Superior de Higiene Pública.
Pero la verdadera obra de su mandato sería la de mantener la paz con Argentina, sentando las bases de los Pactos de Mayo y resolviendo el litigio por la Puna de Atacama en una reunión con el presidente argentino Julio Roca, en el Estrecho de Magallanes, encuentro llamado “Abrazo del Estrecho” realizado el 15 de febrero de 1899. Por este tratado, Chile cedió a Argentina la Puna de Atacama.
A mediados de mayo de 1901 su estado de salud experimentó un importante deterioro. Murió el 12 de julio en Valparaíso, antes de terminar su periodo.

## Reconocimientos
- Gran Cruz de la Orden de Isabel la Católica ( España, 9 de abril de 1897).

Fue el primer presidente de Chile condecorado por España.